# Happy New Festival
Festival van Vlaanderen Kortrijk is een Vlaams festival in Kortrijk dat onderdeel is van de koepel Festival van Vlaanderen. Het festival vindt plaats in het voorjaar en duurt 10 dagen en wordt gehouden op diverse locaties in de stad, onder andere in kerken, de De Kreun, Concertstudio, Muziekcentrum Track en de Kortrijkse Schouwburg. Het festival programmeert voornamelijk klassieke muziek en hedendaagse muziek.